# Larinia
Larinia és un gènere d'aranyes de la família Araneidae.